# Tito Antonio Merenda
Tito Antonio Merenda  fue un político y militar romano del siglo V a. C. perteneciente a una rama Patricia de la gens Antonia.

## Carrera pública
Formó parte del segundo decenvirato, accediendo al cargo en el año 450 a. C. Tras un año, con sus compañeros trató de perpetuarse en el poder. Sin embargo, los decenviros fueron derrocados y Tito Antonio fue condenado al exilio. Mientras ocupaba el puesto hizo frente con éxito a los ecuos.
Probablemente fue el padre de Quinto Antonio Merenda.